# Sylvisorex silvanorum
Sylvisorex silvanorum és una espècie d'eulipotifle de la família de les musaranyes. És endèmica del Camerun. Es tracta d'una espècie molt petita, amb una llargada total de menys de 100 mm. Té el pelatge dorsal de color marró fosc i el ventral d'un marró més clar. La llargada de la cua és un 85% de la llargada del cap i el cos. El seu hàbitat natural són els boscos montans. El seu nom específic significa ‘dels silvans’ i es refereix als esperits tutelars dels camps i els boscos en la mitologia romana.